# Chrysosoma crassum
Chrysosoma crassum är en tvåvingeart som beskrevs av Yang och Saigusa 2001. Chrysosoma crassum ingår i släktet Chrysosoma och familjen styltflugor.
Artens utbredningsområde är Yunnan (Kina). Inga underarter finns listade i Catalogue of Life.